# 礫棲半齧脂鯉
礫棲半齧脂鯉，為輻鰭魚綱脂鯉目脂鯉亞目脂鯉科的其中一個種，分布於南美洲哥倫比亞Santander流域，體長可達9.8公分，棲息在底中層水域，生活習性不明。